# Archives de la ville hanséatique de Lübeck

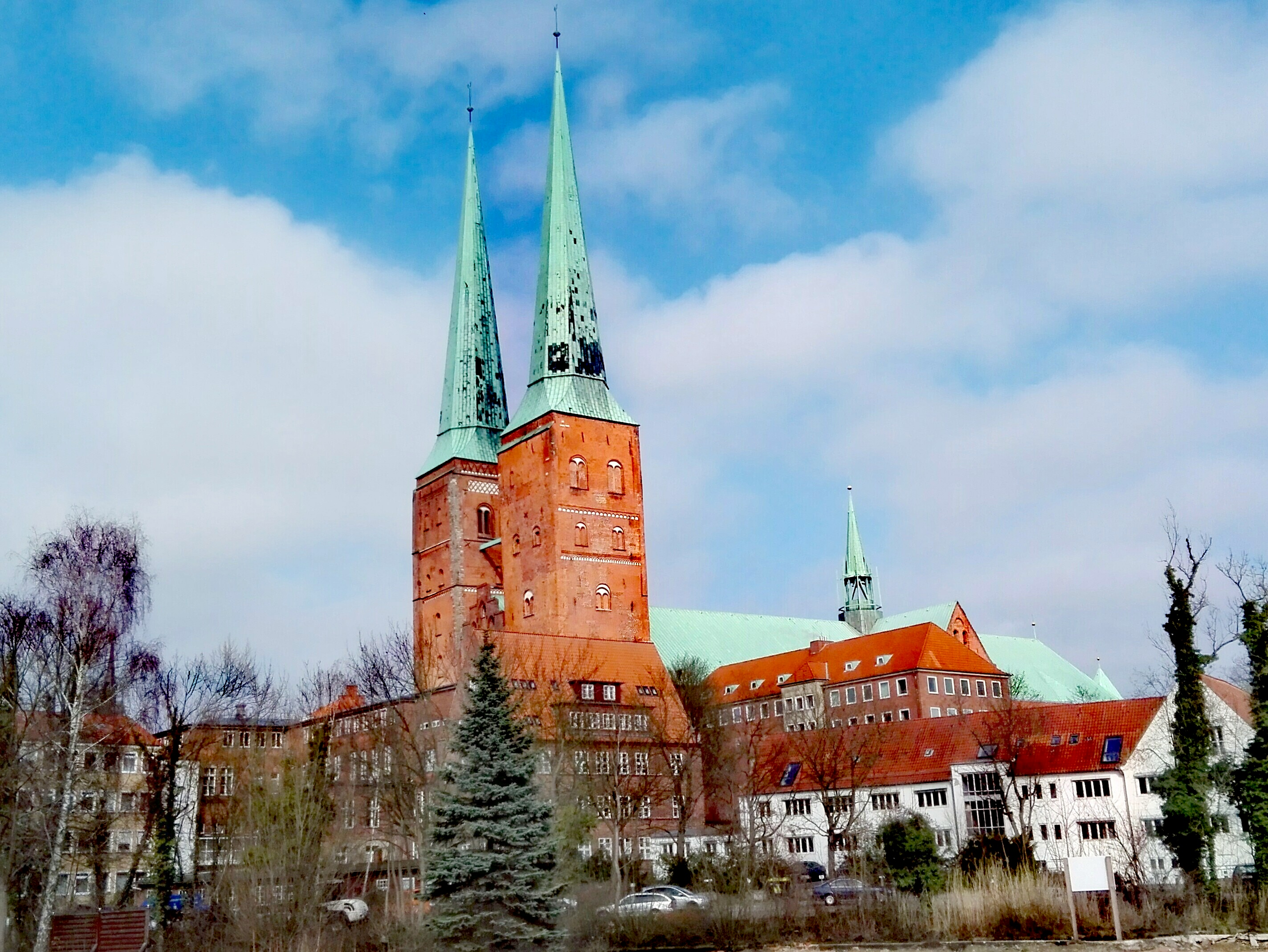
Archives

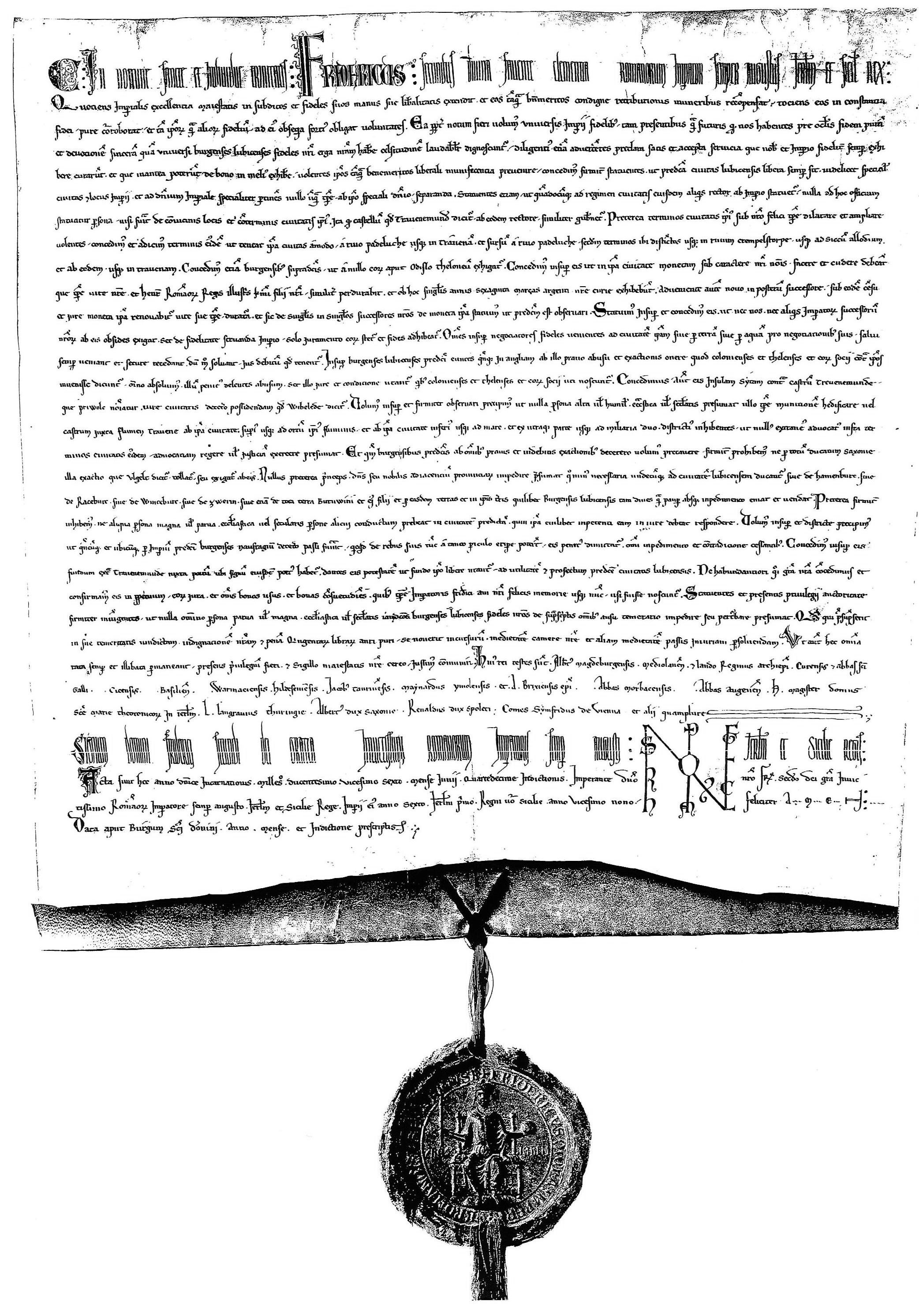
de 1226

Les Archives de la ville hanséatique de Lübeck se trouvent sur le Mühlendamm (de), juste à côté de la cathédrale de Lübeck, avec le musée de la nature et de l'environnement (de). Les archives sont des archives d'État jusqu'à ce qu'elles perdent leur caractère immédiat en vertu de la loi du Grand Hambourg en 1937. Il contient des informations sur l'histoire de la ville et de la Ligue hanséatique.

## Histoire
Les archives sont mentionnées pour la première fois en 1298. La fonction de greffier de la chancellerie est apparue au XVIe siècle et occupe le poste de 3e (et plus jeune) secrétaire du conseil, qui à partir de 1809 est également appelé officiellement « archiviste de la ville ». Il est également responsable de la chambre forte (de) de l'église Sainte-Marie de Lübeck. En 1834, le juge Carl Wilhelm Pauli redécouvre des stocks que l'on croyait perdus et donne ainsi l'impulsion à l'enregistrement, à la protection et à la recherche des vastes stocks de Lübeck.
Le premier archiviste professionnel est nommé en 1854. Il s'agit du directeur de l'école Ernest (de), Carl Friedrich Wehrmann (de), qui occupe ce poste jusqu'en 1892. Auparavant, le troisième secrétaire du conseil est responsable des documents conservés dans le caveau de l'église Sainte-Marie de Lübeck depuis 1298. Le successeur de Wehrmann est Paul Ewald Hasse (de), un étudiant du médiéviste de Göttingen Georg Waitz. Hasse établit ainsi la tradition selon laquelle les directeurs respectifs des archives occupent également un poste d'enseignant ou une chaire extraordinaire à l'université de Kiel. D'autres directeurs d'archives connus à Lübeck sont Johannes Kretzschmar (de), George Fink (de), Ahasver von Brandt (de), Olof Ahlers (de). Jan Lokers (de) dirige les archives à partir de 2006
Les archives ne sont jamais détruites. Cependant, pendant la Seconde Guerre mondiale, d'importants stocks sont délocalisés vers la mine de sel de Gröna (de), près de Bernbourg, pour les protéger des raids aériens. Ils sont d'abord confisqués par les Monuments Men de l'armée américaine en 1945, puis remis à l'Armée rouge, dont les commissions de trophées les emportent comme des œuvres d'art pillées dans ce qui allait devenir plus tard la RDA et divers endroits de l'Union soviétique. Les archives transférées à la RDA sont restituées en 1987, celles de l'ex-URSS en 1990 et en 1998 (depuis l'Arménie).
Depuis 2023, une partie du fonds documentaire médiéval des Archives de Lübeck datant de la période hanséatique, ainsi que des documents de cette période conservés dans d'autres lieux d'Europe, font partie du patrimoine documentaire mondial de l'UNESCO

## Stocks
La collection comprend plus de 6 000 mètres de matériel d’archives. Les fonds des archives ne comprennent pas seulement des documents de Lübeck du Moyen Âge, mais en raison de la position exceptionnelle de Lübeck en tant que banlieue de la Ligue hanséatique, elles sont également les archives les plus importantes de la période hanséatique, d'autant plus que les fonds les plus anciens des Archives d'État d'Hambourg (de) sont détruits lors du grand incendie de la ville de 1842. Les archives conservent également, par exemple : les dossiers de la Chambre impériale et de la Cour d'appel supérieure des quatre villes libres (de). Les archives de la ville de Lübeck possèdent plus de 3 000 pièces de monnaie historiques. Le fonds documentaire de Lübeck est constitué au XIXe siècle dans le Codex diplomaticus Lubecensis (de), le livre de documents de la ville de Lübeck. En outre, des contrats, des registres fonciers et des documents sont conservés. Les fonds sont mis à disposition en ligne pour la première fois avec l'outil de recherche en mars 2010. En outre, il existe les Archives d'État du Schleswig-Holstein (de) à Schleswig, où sont conservées, par exemple, les archives de l'ancienne principauté de Lübeck.

## Bâtiment
Le premier lieu où d'importants documents et papiers de la ville sont conservés est la chambre forte (de) de l'église Sainte-Marie de Lübeck. Le reste des archives est conservé à l'hôtel de ville de Lübeck . En 1881, les archives reçoivent leur premier bâtiment de bureaux au 21 de la Königstraße (de). L'ancienne maison de la Société du Cercle (de) est devenue vacante avec l'abolition de la Cour d'appel supérieure des quatre villes libres (de) le 1er octobre 1879, dans le cadre de la réorganisation du système judiciaire par les lois judiciaires impériales. Aujourd'hui, il abrite la maison Willy-Brandt de Lübeck (de).
En 1936, les archives reprennent la maison de la Loge (de) située à l'angle de la Schildstraße (de) 22–30/ St.-Annen-Straße (de) 2. Après l'interdiction des loges maçonniques par les nationaux-socialistes, la maison doit être vendue sous la contrainte le 19 juillet 1935. L'inventaire est en grande partie perdu, et les vitraux à motifs maçonniques installés en 1926 sont détruits. L'année suivante, les archives, sous la direction de George Fink (de), reprennent le bâtiment et y installent un entrepôt en acier de six étages. Le déménagement est achevé en février 1937.
Le bâtiment survit au raid aérien sur Lübeck le 29 mars 1942. En 1945, l'administration militaire britannique le publie à nouveau à des fins d'archivage. La loge, reconstituée depuis, exige la restitution. Cela se produit légalement en 1950 ; En fait, la maison ne peut être libérée qu'après l'achèvement du nouveau bâtiment des archives de la cathédrale. Le nouveau bâtiment, achevé en 1961 sur les fondations de l'aile ouest du musée de la cathédrale (de), détruite en 1942, renferme sur deux côtés les vestiges du cloître médiéval de la cathédrale et comprend le mur est préservé de l'aile ouest. Certaines parties de l'arsenal (de) voisin servent de lieu de stockage pour plus de 6 000 mètres linéaires de matériel d'archives.

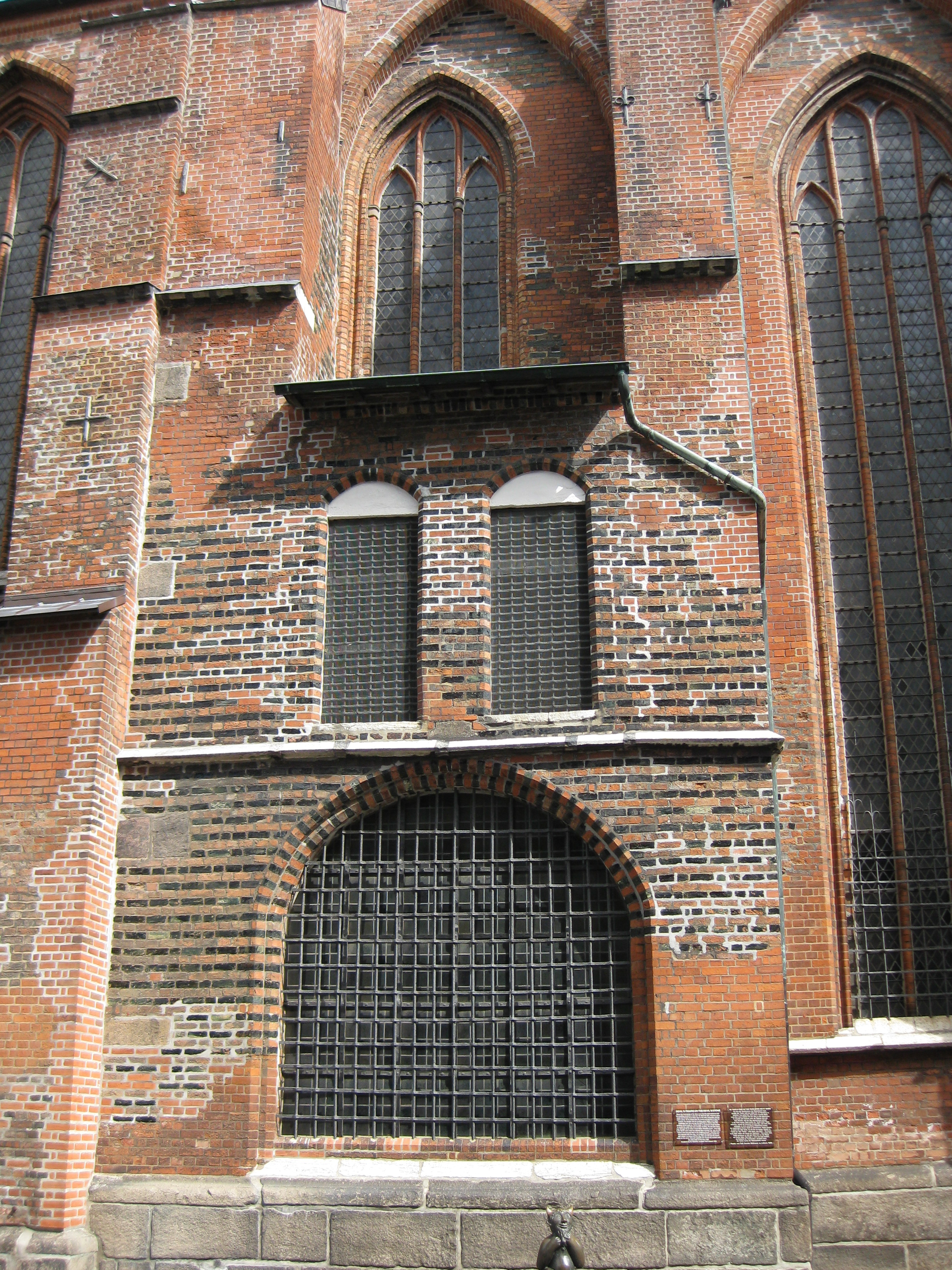
Comptoir
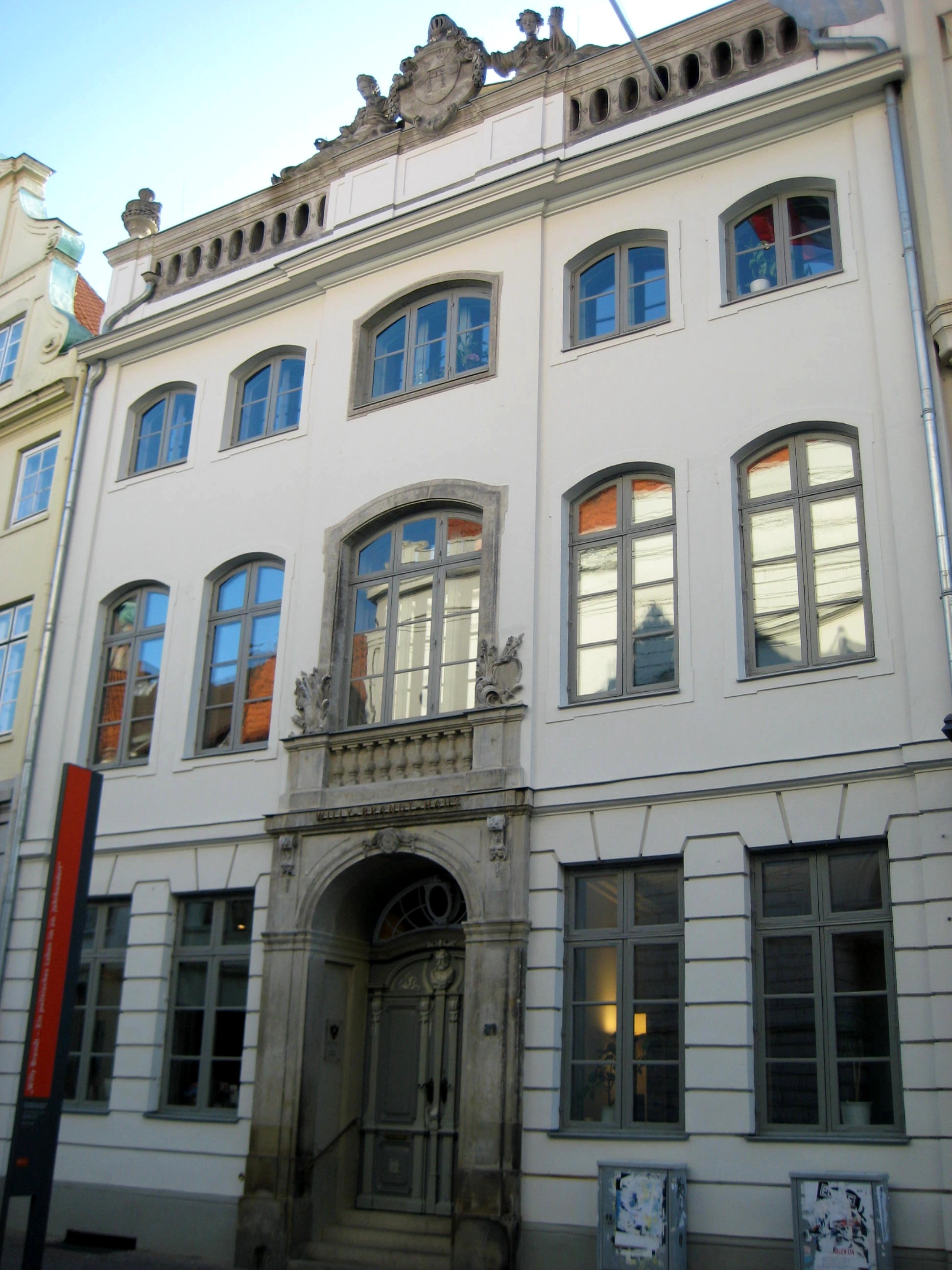
Rue König 21
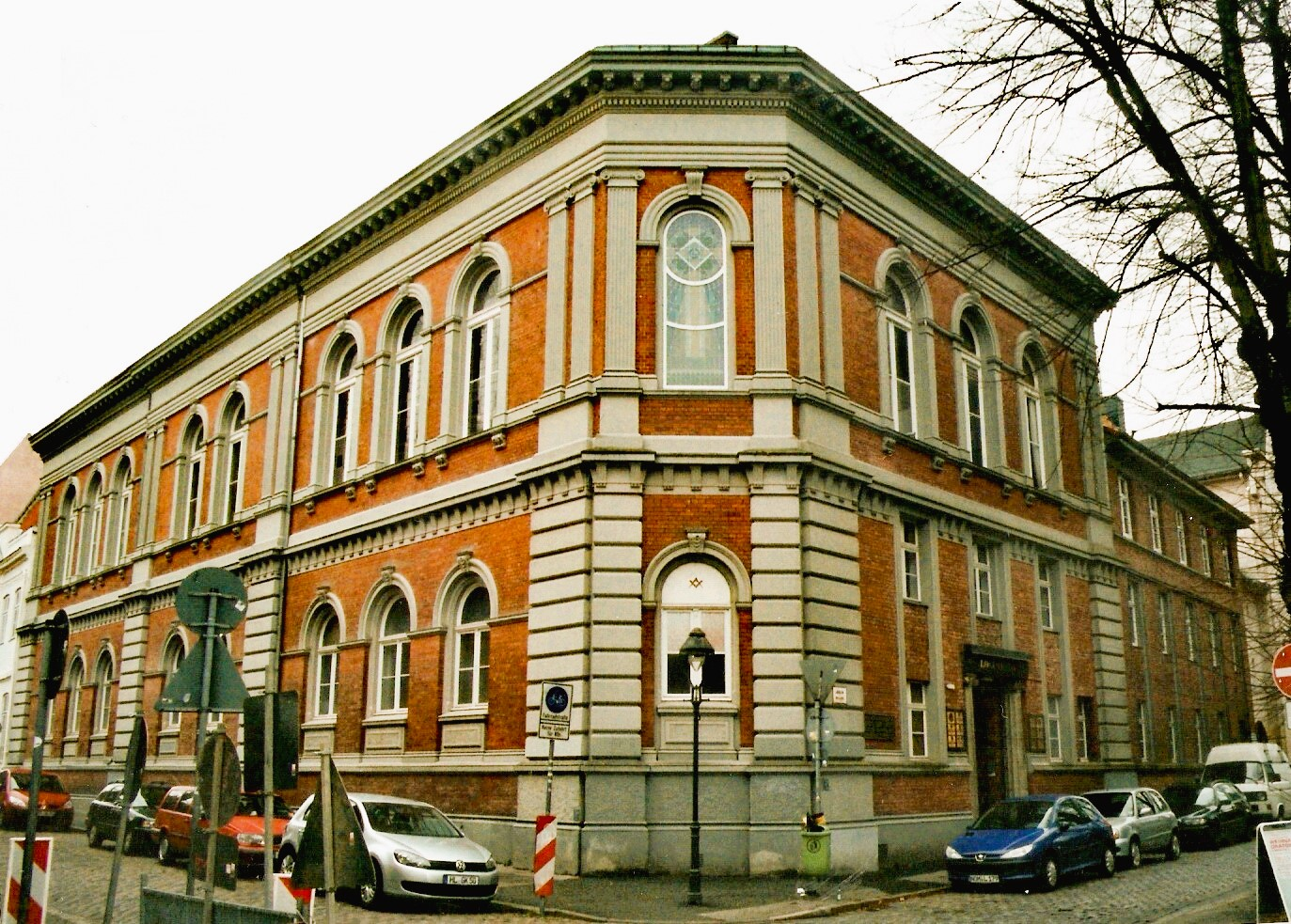
Loge
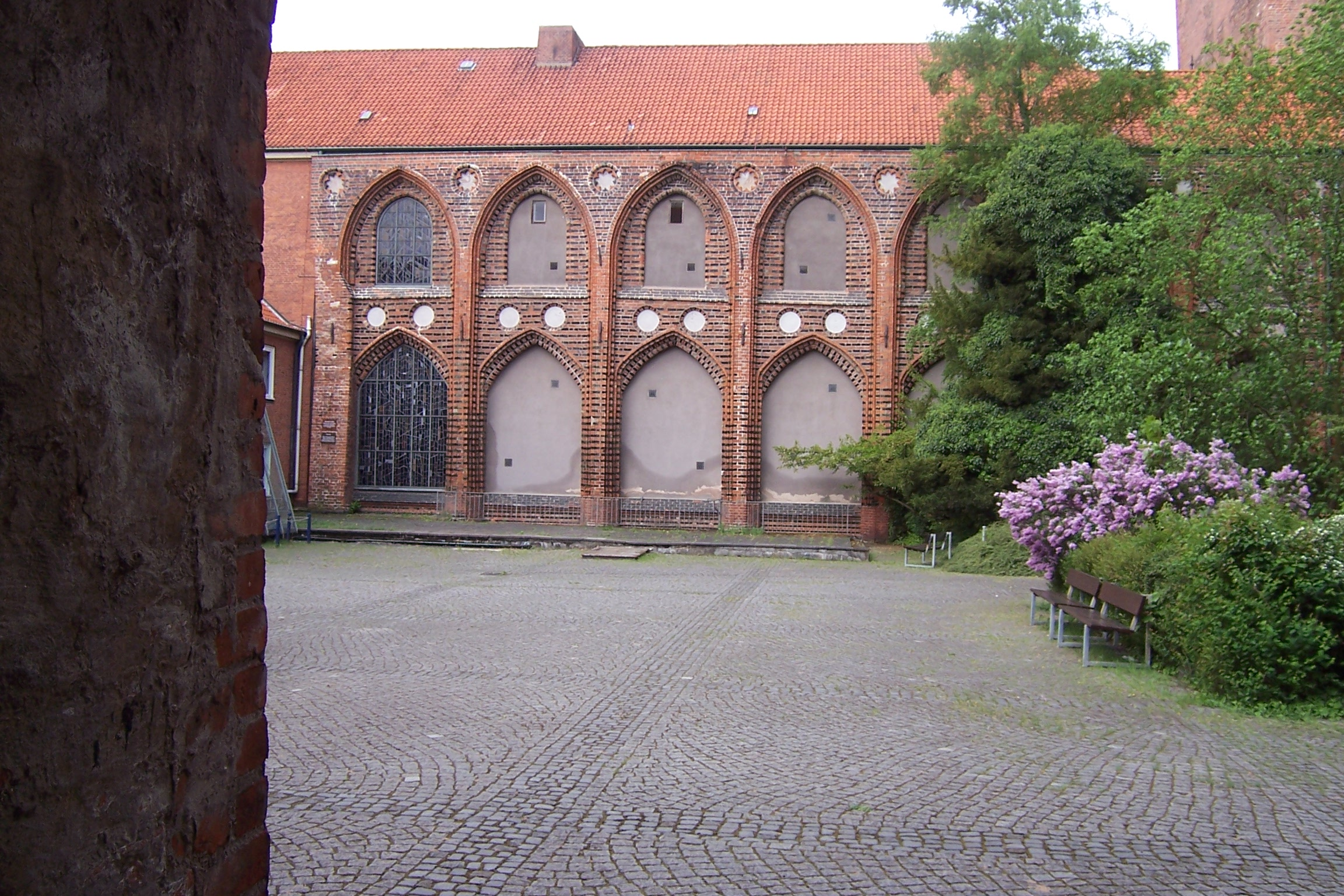
Bâtiment des archives du cloître de la cathédrale